# Kaimur Hills
Kaimur Hills är en bergskedja i Indien.   Den ligger i delstaten Madhya Pradesh, i den centrala delen av landet, 700 km sydost om huvudstaden New Delhi.